# Adolfo Christlieb Ibarrola
Adolfo Christlieb Ibarrola (Ciudad de México, 12 de marzo de 1919 – 6 de diciembre de 1969) fue un abogado y político mexicano, que se desempeñó como presidente del Comité Ejecutivo Nacional del Partido Acción Nacional.

## Familia
Fue hijo de Alfredo Christlieb Rapp y Paula Ibarrola.
Contrajo matrimonio en 1942 con Hilda Morales con quien tuvo siete hijos.

## Estudios y docencia
Concluyó su educación primaria en el Colegio Puente de Alvarado y sus estudios de secundaria y bachillerato en el Colegio Francés Morelos de los hermanos maristas.
Posteriormente estudió en la Escuela, hoy Facultad de Filosofía y Letras (Universidad Nacional Autónoma de México)
De 1939 a 1945 fue catedrático del Colegio Francés Morelos como Profesor de Historia de México.
El 27 de agosto de 1941 se titula como abogado  en la Universidad Nacional Autónoma de México con la tesis Algunos Aspectos del Problema de la Personalidad, de 1954 a 1957 regresó a la Facultad como profesor de Derecho Constitucional.

## Otras actividades
Se dedicó al ejercicio de su profesión de 1941 a 1969 en su despacho particular y fue miembro distinguido de la Barra Mexicana-Colegio de Abogados, AC formando parte del Consejo Directivo de la misma en 1959 y 1963. Fue colaborador editorial en el periódico Excélsior (1951-1969) y en las revistas Siempre! y La Nación.

## Partido Acción Nacional
Su carrera política fue centrada alrededor de su participación dentro del Partido Acción Nacional. Sus relaciones personales con varios de sus fundadores como Manuel Gómez Morín, Efraín González Luna, Agustín Aragón, y Gustavo Molina Font, lo vincularon desde la creación del partido.
Fue invitado a afiliarse desde la fundación del Partido, pero el declinó la invitación, aunque colaboró recabando las firmas necesarias para lograr el registro oficial, en 1958 se incorpora formalmente como miembro activo.
En 1962 fue elegido Presidente del Comité Ejecutivo Nacional del Partido Acción Nacional cargo en el que permaneció hasta 1968, retirándose debido a un cáncer.
Él ha sido reconocido por lograr posicionar a su partido como oposición responsable, adoptando un estilo de mayor diálogo con el gobierno, siguió el modelo de la Democracia Cristiana, pero se alejó de la posición de un partido clerical.
La actitud de mayor cooperación logró resultados, en 1963 el presidente de México Adolfo López Mateos apoyó la introducción de los Diputados de minoría, por lo que los nuevos Diputados integrados al congreso pudieron aportar en la legislación electoral, de inversión extranjera y laboral.
Se le recuerda la siguiente cita: "El contacto con los representantes del gobierno nos permite comprender y resolver las demandas nacionales con mayor agilidad".
Ocupó los siguientes cargos:
- Diputado federal, Ciudad de México, Distrito 23, 1964-1967
- Coordinador del Grupo Parlamentario del PAN - 1964
- Presidente del Comité Ejecutivo Nacional del PAN. (1962-1968)

## Trabajos publicados
Escribió los siguientes tratados:
- Monopolio Educativo o Unidad Nacional, un problema de México (Editorial Jus, 1962);
- Solidaridad y Participación (Ediciones de Acción Nacional, 1962);
- Temas Políticos (Ediciones de Acción Nacional, 1964);
- Crónicas de la No-Reelección (Ediciones de Acción Nacional, 1965);
- La Oposición (Ediciones de Acción Nacional, 1965);
- Inversiones Extranjeras en México (Ediciones de Acción Nacional, 1965);
- Discurso para Conmemorar la Instalación del Congreso Constituyente (Ediciones de Acción Nacional, 1966);
- Acción Nacional, presencia viva de la juventud (Ediciones de Acción Nacional, 1967);
- Baja California, avanzada de la democracia (Ediciones de Acción Nacional, 1968);
- Las Razones de la Sinrazón (Compilación, EPESSA, 1987);
- Escritos Periodísticos (Compilación, EPESSA, 1994);
- Ideas Fuerza (Compilación, EPESSA, 1999).